# Грюнберг-Манаго, Марианна
Мариа́нна Грю́нберг-Манаго́ (Marianne Grunberg-Manago; 6 января 1921, Петроград — 3 января 2013, Париж) — французский биохимик. Доктор, директор по исследованиям (эмерит) CNRS, в 1982—88 гг. президент Международного биохимического союза (International Union of Biochemistry and Molecular Biology), президент Французской академии наук (1995—1996), иностранный член АН СССР с 1988 года, Российской академии наук с 1991 года, Американского философского общества (1992).

## Биография
Когда ей исполнилось девять месяцев, семья эмигрировала во Францию. Окончила Университет Парижа в 1943 году и там же в 1947 году защитила докторскую степень (Docteur ès sciences). Изучала биохимию и впоследствии работала в лаборатории будущего Нобелевского лауреата Северо Очоа. Исследовала механизмы регуляции активности генетического аппарата микроорганизмов, работала в области синтеза полинуклеотидов. В 1967 году стала руководителем Отдела в Институте физико-химической биологии (Institut de Biologie physicochimique). Открыла фермент фосфорилазу полинуклеотида, первый в этом классе, катализирующий синтез полимеров, связанных с рибонуклеиновыми кислотами. Эти работы способствовали расшифровке генетического кода.
Грюнберг-Манаго стала первой в истории женщиной, избранной руководителем Международного биохимического союза (International Union of Biochemistry and Molecular Biology), а также она была Президентом Французской академии наук с 1995 по 1996 гг (академик с 1982), директором по исследованиям France’s National Center for Scientific Research CNRS, и членом Национальной академии наук США (академик с 1990, United States National Academy of Sciences). Профессор в Университете Парижа 7 (1977—1982) и Гарвардского университета (1977), была членом Европейской Организации Молекулярной Биологии (EMBO, 1964) и Американского общества биологической химии (American Society of Biological Chemistry, 1972), французского общества биохимии и молекулярной биологии (Société française de Biochimie et Biologie moléculaire). Великий офицер Ордена Почётного легиона (Grand Officier de la Légion d’Honneur, 2008). Среди других наград: Prix Charles-Léopold Mayer de la Société de chimie biologique (1955) и Prix Charles-Léopold Mayer de l’Académie des sciences (1966).

## Важнейшие труды
- M. GRUNBERG-MANAGO, S. OCHOA. Enzymatic synthesis and breakdown of polynucleotides; polynucleotide phosphorylase — J. Amer. chem. soc., 77, 3615 (1955)
- M. BRETSCHER, M. GRUNBERG-MANAGO. Polynucleoribonucleotide-directed protein synthesis in an E. coli cell-free system — Nature, 195, 283 (1962)
- J.A. PLUMBRIDGE, J.G. HOWE, M. SPRINGER, D. TOUATI-SCHWARTZ, J.W.B. HERSHEY, M. GRUNBERG-MANAGO. Cloning and mapping of a gene for translation initiation factor IF2 in E. coli — Proc. Natl. Acad. Sci. USA, 79, 5033 (1982)
- C. DONDON, H. PUTZER, M. GRUNBERG-MANAGO. Processing of the leader mRNA plays a major role in the induction of thrS expression following threonine starvation in B. subtilis — Proc. Natl. Acad. Sci. USA, 93, 6992 (1996)
- L. BÉNARD, N. MATHY, M. GRUNBERG-MANAGO, B. EHRESMANN, C. EHRESMANN, C. PORTIER. Identification in a pseudoknot of a U-G motif essential for the regulation of the expression of ribosomal protein S15 — Proc. Natl. Acad. Sci. U.S.A. 14, 31 (1998)